# Steyr (Traktorenhersteller)

Logo von Steyr Traktoren

Steyr ist ein Markenname für Traktoren der CNH Industrial. Standort ist St. Valentin in Niederösterreich, wo sich auch der Sitz der CNH Österreich GmbH befindet.

## Geschichte

Logo bis 2007

In den bis 1926 als Österreichische Waffenfabriksgesellschaft firmierenden Steyr-Werken wurden anfangs Waffen, später Fahrräder („Waffenrad“) und Automobile („Waffen-Auto“) gefertigt. Steyr und die Austro-Daimler-Puchwerke AG verschmolzen 1934 zur Steyr-Daimler-Puch AG. Bereits Ende der 1920er probierte sich Steyr an einem Traktor mit Benzinmotor, der jedoch nicht in Serie ging. Im Zweiten Weltkrieg experimentierte man mit einem Traktor auf Basis eines „halbierten“ V8-Benzinmotors der Type 1500a. 

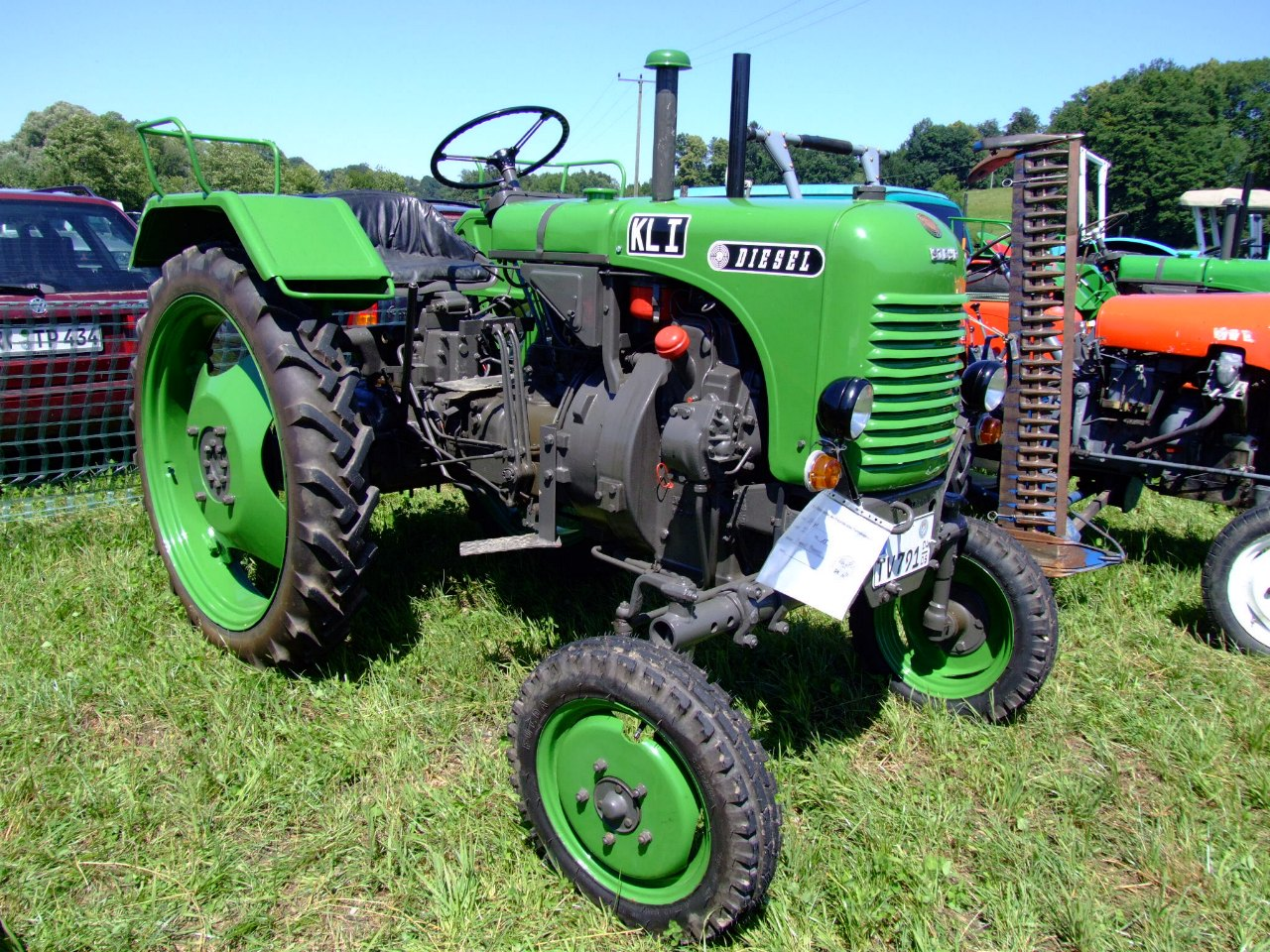
Der 15er (Typ 80a) wurde zum Inbegriff der Steyr-Traktoren

Jedoch erst die nach Kriegsende konstruierte Motorenreihe WD 13 brachte den Durchbruch, ab 1947 wurden die ersten Traktoren der Type Steyr 180 aus der Baureihe 13 hergestellt. 1949 folgte mit dem legendären 15er Steyr (Typ 80) die bekannteste Steyr-Traktortype (siehe unten). Die Baureihe 13 wurde 1960 von der sogenannten Jubiläumsserie abgelöst, deren Namen sich auf das 1964 begangene 100-jährige Firmenjubiläum bezog.
Mit der von Louis Lucien Lepoix entworfenen Plus-Serie gelang dem Unternehmen ein designtechnischer Coup, der das Aussehen der Steyr-Traktoren vollkommen neu definieren sollte. Zusätzlich wurden die traditionellen Farben von der Farbkombination rot/weiß abgelöst, die bis heute für die Traktoren aus dem Hause Steyr prägend ist.
Von 1988 bis 1992 lieferte man Traktoren an Marshall, Sons & Co. in Großbritannien, die diese dann unter dem eigenen Markennamen verkauften.
Die Traktorensparte wurde 1990 im Zuge der Zerschlagung von Steyr-Daimler-Puch in die Steyr Landmaschinen AG ausgegliedert und 1996 von Case IH übernommen. Case wurde 1999 von Fiat mit New Holland zu CNH Global verschmolzen, wobei Steyr als Marke für die Traktoren beibehalten wurde. Nach der Schließung des Werks in Neuss (1997) und dem Verkauf des Werks in Doncaster an Landini (2001) ist St. Valentin der Hauptproduktionsort von Case IH in Europa.
Im Jahr 2007 wurde das Logo dahingehend verändert, dass das traditionelle Fadenkreuz, das noch an die Waffenproduktion der ÖWG erinnert hatte, entfernt wurde.
Insgesamt liefen bereits über 500.000 Steyr-Traktoren vom Band.
Im Juli 2024 stellten die Ingenieure des CNH-Traktorenwerks im niederösterreichischen St. Valentin in Zusammenarbeit mit der Technischen Universität Wien einen Konzepttraktor unter der Modellbezeichnung Fctrac vor. Der Traktor nutzt eine Brennstoffzelle, die mit Wasserstoff als Energiequelle betrieben wird.

## Der 15er-Steyr
In Fachkreisen und bei Sammlern erfreut sich der legendäre „15er Steyr“, welcher noch heute mitunter im Einsatz steht, großer Beliebtheit und hat einen hohen Wiedererkennungswert. Im engeren Sinne handelt es sich beim 15er um den Typ 80, welcher eine Leistung von 13 (später 15 PS) hat. Dieser Einzylinder-Traktor wurde von 1949 bis 1964, großteils für kleinere landwirtschaftliche Betriebe, in insgesamt 45.068 Exemplaren gebaut. Im weiteren Sinne sind mit der Bezeichnung „15er Steyr“ alle älteren Kleintraktoren von Steyr gemeint, welche diese charakteristische Optik haben. Diese Type wurde zum Inbegriff der Steyr-Traktoren.

## Modelle

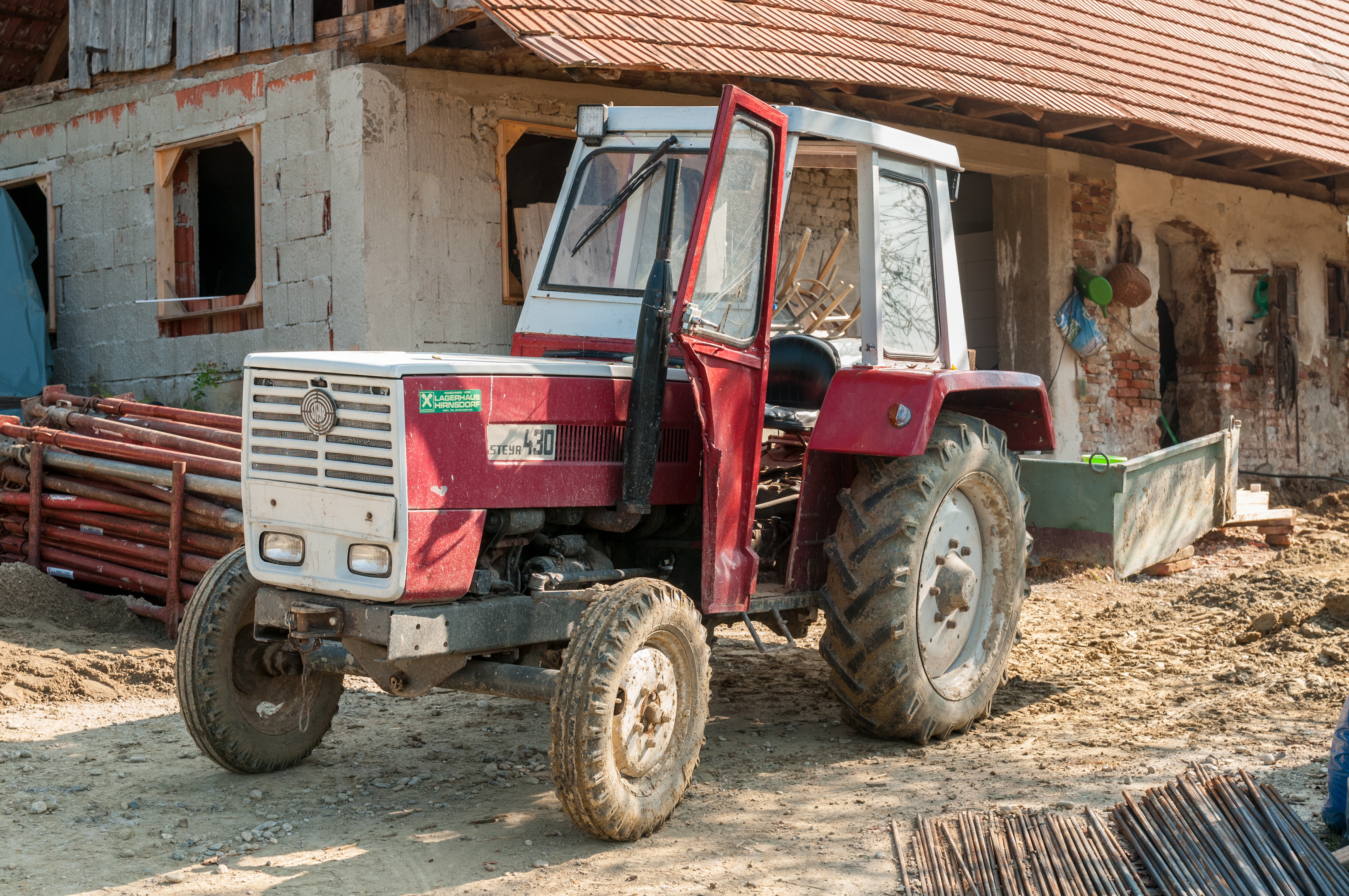
Steyr 430 aus der Plus-Serie

### Historische Traktoren (Auswahl)
- Baureihe 13 von 1947 bis 1977 mit 150.179 Stück und Leistungen von 13,5 bis 68 PS
  - zum Beispiel Modelle 80, 80a, 80s, 84, 84e, 84a, 84s, 86, 86e, 86s, 86k,  180, 180a, 182, 185, 185a, 280, 280a
  - Der Steyr 86k war der erste Kommunaltraktor von Steyr.
- sogenannte Jubiläumsserie, 1960–1969, 45.880 Stück, 28 bis 50 PS
  - z. B.: 188, 190, 288, 290, 290k (kommunal)
- Plus-Serie, 1967–1979, 108.713 Stück, 30 bis 140 PS
  - 30, 40, 50, 70, 90, 430, 540, 545, 548, 650, 658, 760, 768, 870, 980, 988, 1090, 1100, 1108, 1200 und 1400

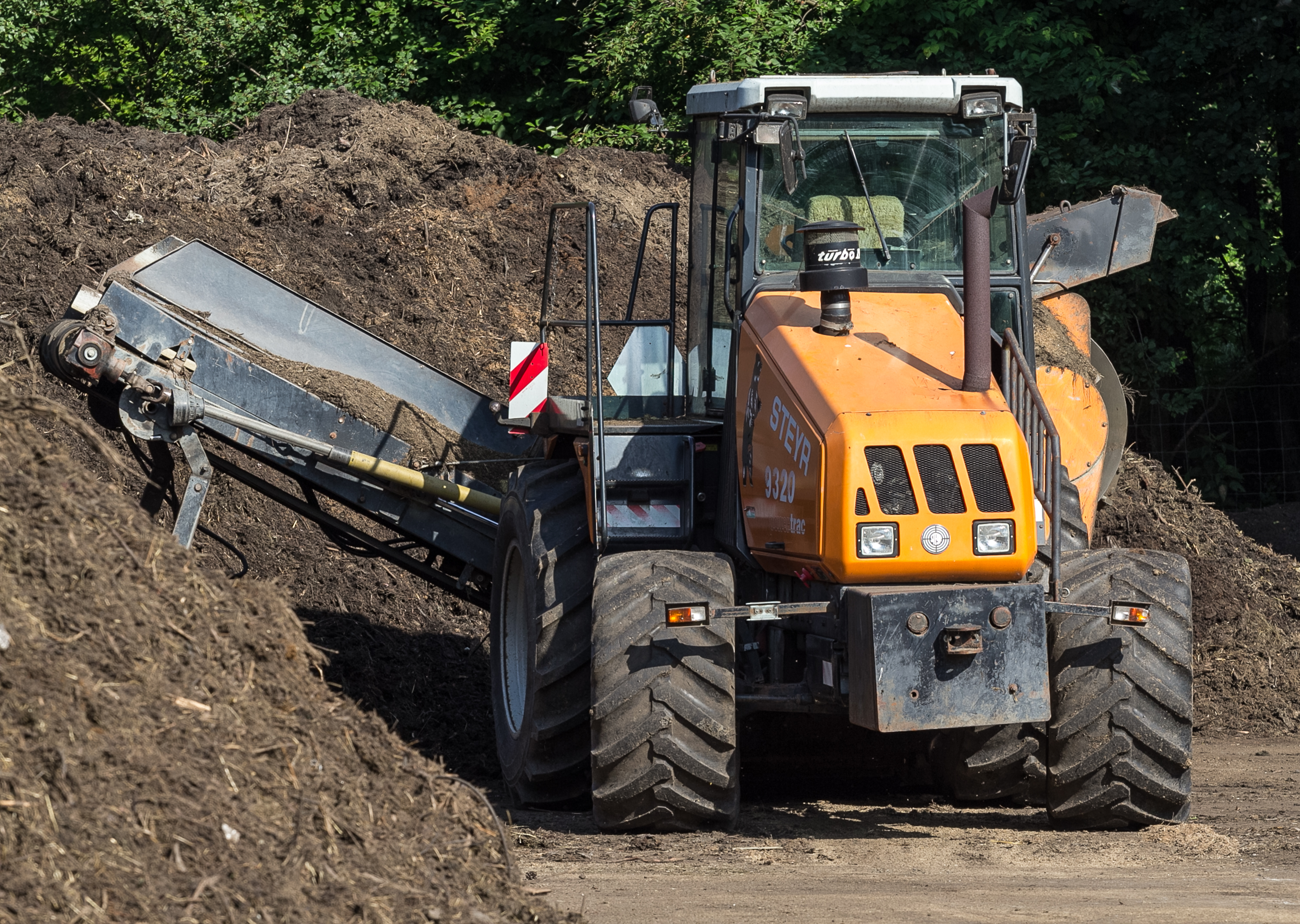
Steyr 9320 Powertrac in der Kompostieranlage Weinfelden TG

- Baureihe 80, 1977–1996, 67.166 Stück, 42 bis 165 PS
  - z. B.: 8045, 8055, 8060, 8065, 8070, 8075, 8080, 8085, 8090, 8100, 8110, 8120, 8130, 8140, 8150, 8160, 8165, 8170, 8180a, 8300/8320
- Baureihe 600 (Baugleich Valtra 700)/900 (Baugleich Case IH)/9000, 1992–2005 mit 21.688 Stück, 42 bis 276 PS
  - z. B.: 667, 942, 948, 955, 958, 964, 968, 970, 975, 9078, 9083, 9086, 9094, 9105, 9115, 9125, 9145

- Baureihe CVT, 120 bis 210 PS
  - z. B.: 120, 130, 150, 170

## Aktuelle Baureihen

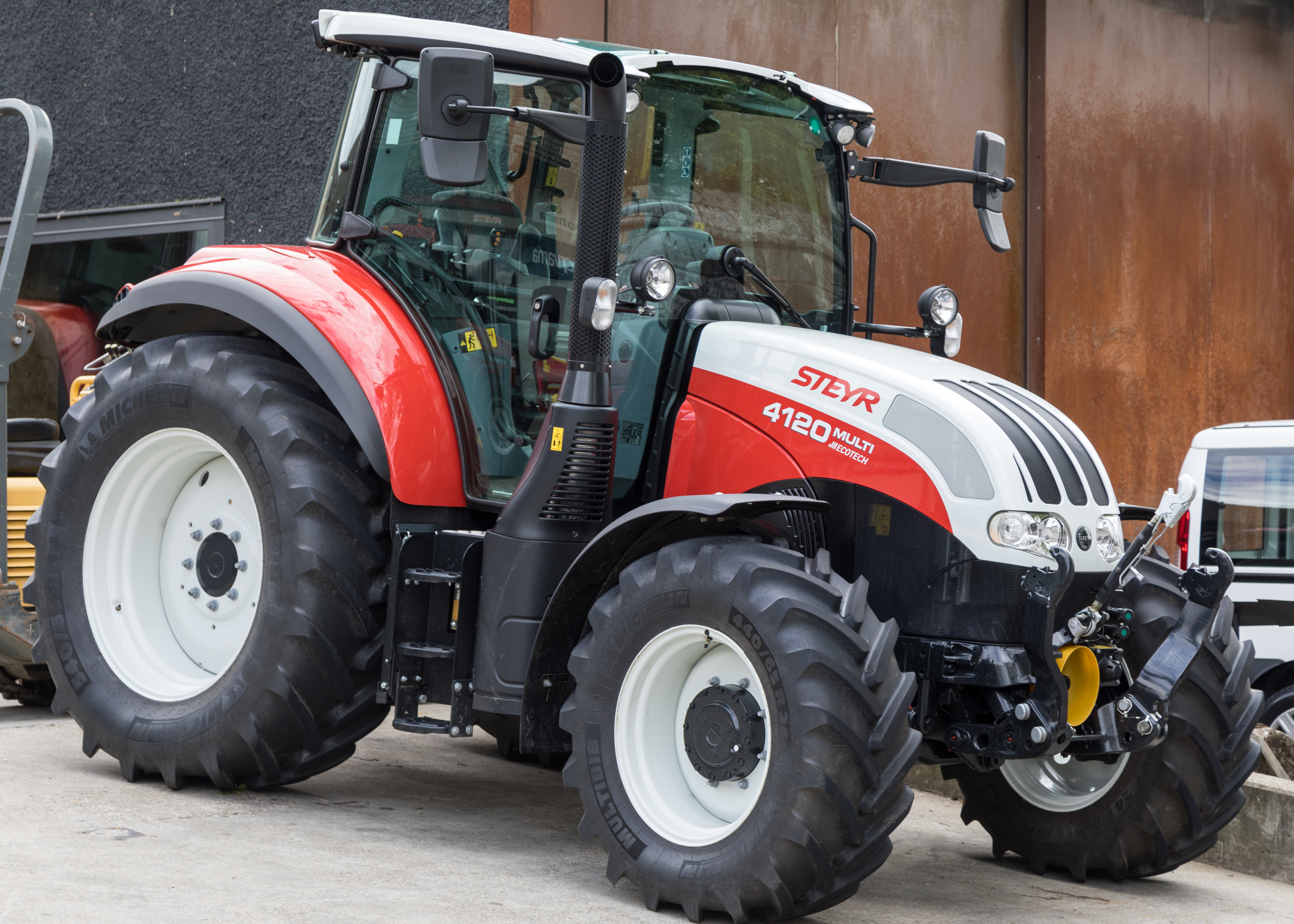
Steyr 4120 Multi Ecotech

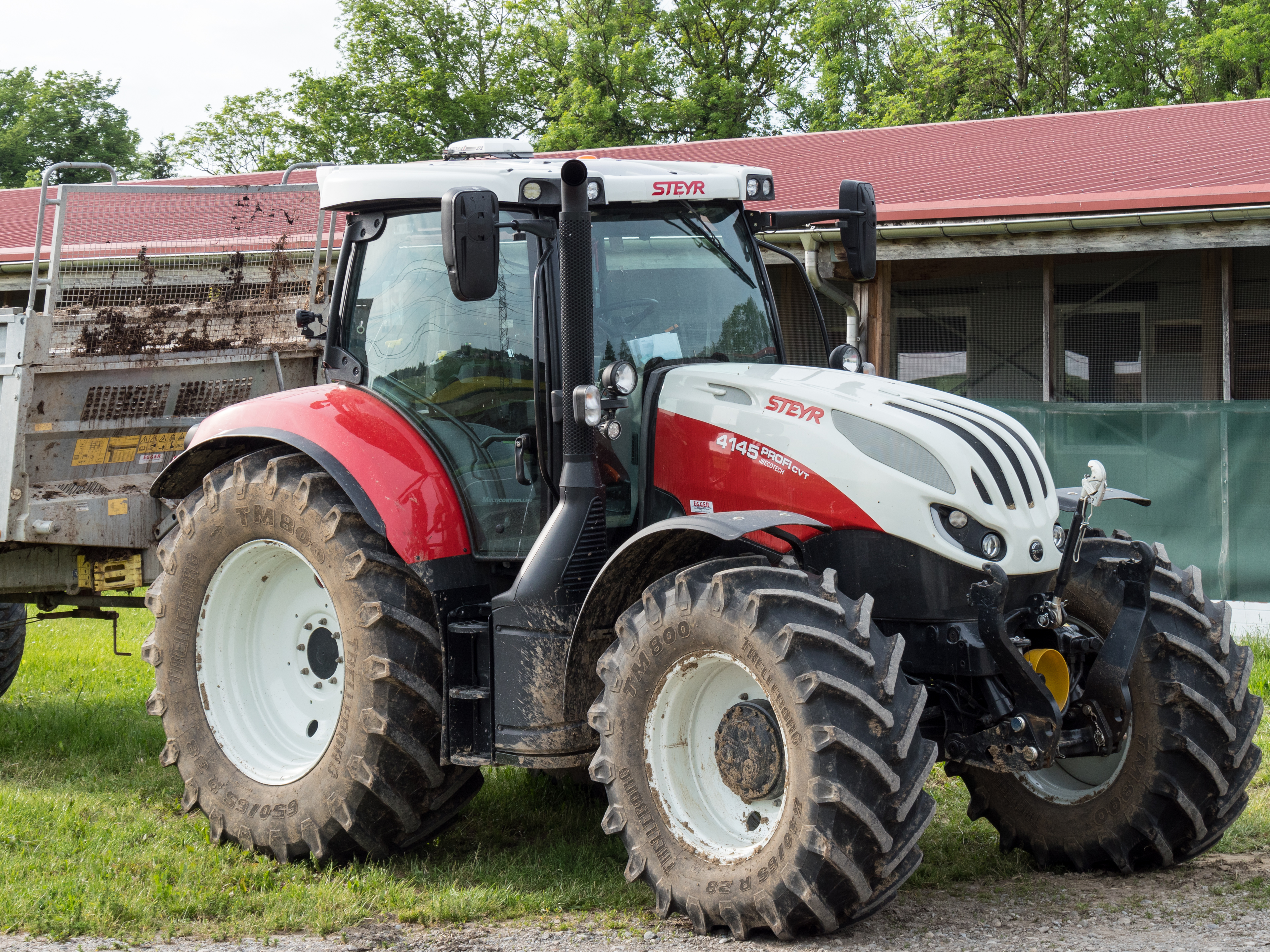
Steyr 4145 Profi CVT

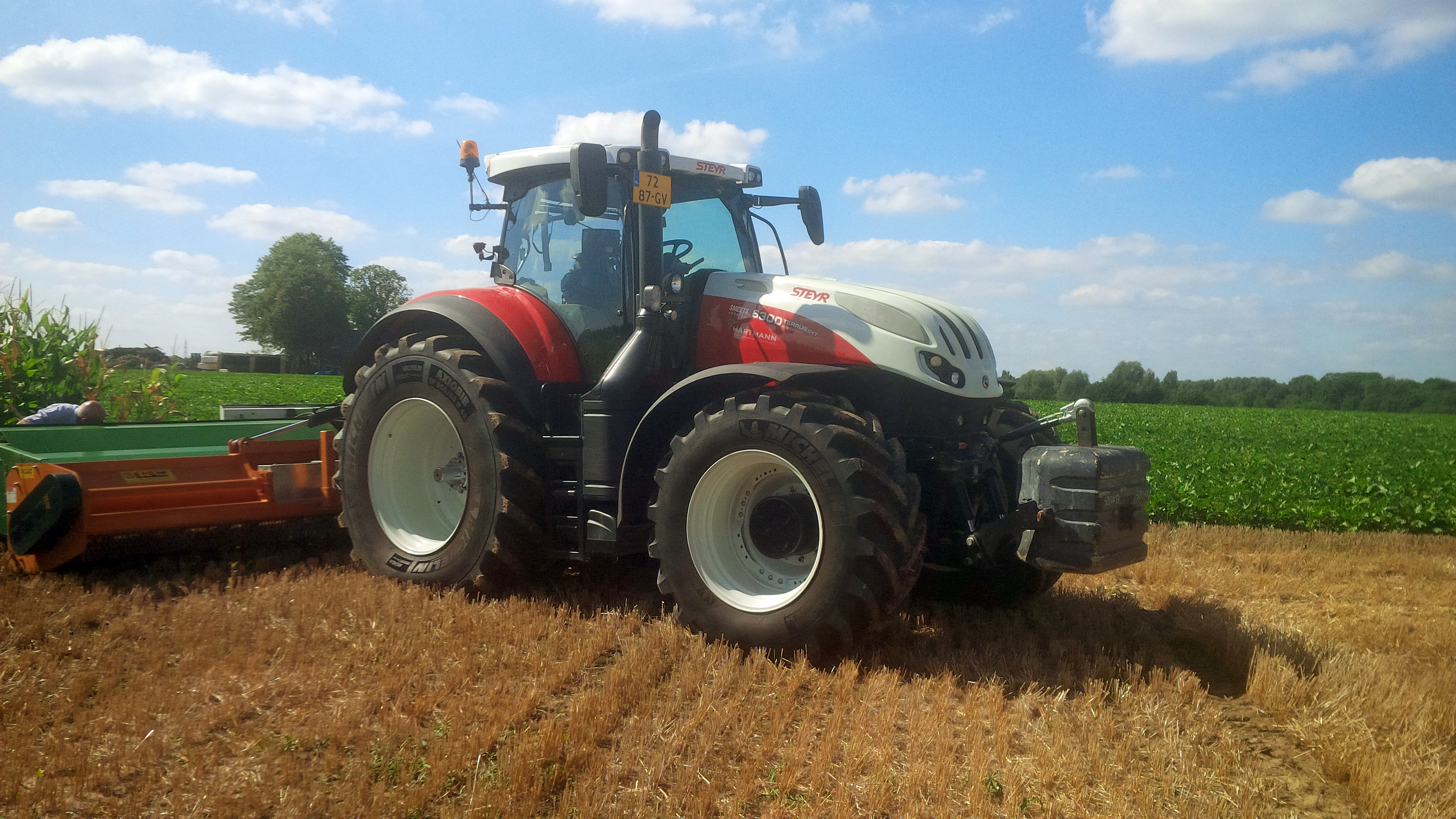
Aktueller Steyr Terrus 6300

- Steyr Kompakt S: 43 – 48 kW (58 – 65 PS)
- Steyr Kompakt: 55 – 84 kW (75 – 114 PS)
- Steyr Multi: 73 – 84 kW (99 – 114 PS)
- Steyr Profi Classic: 85 – 107 kW (116 – 145 PS)
- Steyr Profi: 85 – 107 kW (116 – 145 PS)
- Steyr Profi CVT: 85 – 107 kW (116 – 145 PS)
- Steyr Impuls CVT: 110–166 kW (150–225 PS)
- Steyr CVT: 110 – 199 kW (150 – 270 PS)
- Steyr Absolut CVT: 132–199 kW (200 – 302 PS)
- Steyr Terrus CVT: 199 – 230 kW (271 – 340 PS)

Alle Modelle gibt es auch in der Kommunal- bzw. Forstausführung.

## Auszeichnungen
- 1990/91 Staatspreis Design für Traktorkabine SK2